# Ferrocarril Transandino del Ecuador

Ferrea del Ecuador (mapa interactivo)
━━━ Rutas con tráfico de pasajeros...
━━━ Rutas en estado utilizable
·········· Rutas inutilizables o desmanteladas

El Ferrea Transandino del Ecuador es la principal línea férrea de Ecuador ahora conocido como Tren Ecuador. Conecta las dos ciudades más grandes del país: Guayaquil, el puerto fluvial principal, con Quito, la capital; tiene una extensión de 452 km.

## Historia
La construcción del ferrocarril, es conocido como Ferrocarril del Sur, se inició en 1872, durante la segunda presidencia de Gabriel García Moreno. La primera locomotora rodó el 18 de julio de 1873 desde la estación de Yaguachi; al año siguiente, el 1 de mayo, empezó a funcionar el primer servicio regular, entre Yaguachi y Milagro, ambas poblaciones de la provincia del Guayas. Después de años de pocos avances, la construcción se aceleró cuando el general Eloy Alfaro llegó a la presidencia en 1895.
Este presidente se propuso retomar y llevar a término el viejo proyecto del ferrocarril del puerto de Guayaquil a Quito. Pero había una tenaz campaña de oposición protagonizada tanto por conservadores como por liberales. Mucha gente de aquel tiempo pensó que los Andes no se podrían conquistar por medio del ferrocarril. 
El 17 de junio de 1897, el gobierno firmó un acuerdo sobre la construcción del "Ferrocarril más difícil del mundo", con los contratistas norteamericanos Archer Harman (de Virginia) y Edward Morley. Al fin del año, se constituyó en Nueva Jersey la Guayaquil & Quito Railway Company, y comenzó la construcción en el año 1899. Amenazaban el progreso de los trabajos la frecuente actividad sísmica, las fuertes precipitaciones que a menudo provocaban inundaciones, las enfermedades o las picaduras de serpientes. Ante semejantes desgracias, los obreros desertaban o paralizaban los trabajos en demanda de mejores condiciones. Cuatro mil trabajadores jamaicanos participaron en la construcción del ferrocarril. Pero los jamaicanos eran cruelmente afectados por la altura, las enfermedades y pestes. El propio hermano de Archer Harman, el mayor John Harman, ingeniero jefe de la obra, y su ayudante George Davis, murieron víctimas de las enfermedades. Los carriles llegaron finalmente a un enorme obstáculo: una pared de roca casi vertical llamada "La Nariz del Diablo". Muchas vidas se perdieron en la construcción de lo que se considera como una obra maestra de ingeniería: un zigzag cavado en la roca, que permite al tren, avanzando y retrocediendo sucesivamente, alcanzar la altura necesaria hasta Alausí.
Se dice que Harman, el ingeniero constructor de la línea, se detuvo maravillado ante la formidable masa pétrea, ante la que pronunció las palabras que habían de quedar grabadas en la historia de este ferrocarril: "En la Nariz del Diablo quedará inmortalizado mi nombre". Sin embargo, a lo largo de las obras de este tramo, se multiplicaron los problemas de todo tipo. Durante una visita del presidente Alfaro, el ingeniero le expuso las tremendas dificultades que suponía la construcción de este tramo del ferrocarril. Alfaro, hombre metódico y frío, le contestó: "Primero tomaremos un whisky, después, venceremos al diablo".

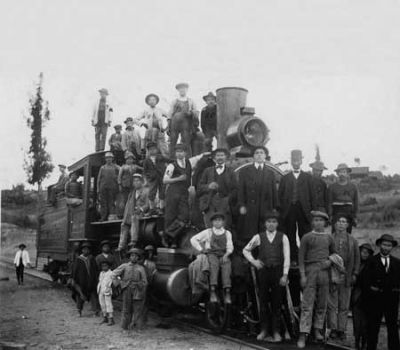
Personal del ferrocarril el 24 de junio de 1908, un día antes de la llegada del primer tren a Quito.

En 1905, el ferrocarril llegó a Riobamba, en la Región Interandina del Ecuador. Mientras se alcanzaba el objetivo final, el ferrocarril prestaba servicios al público en sus tramos ya terminados. Desde Riobamba, la construcción fue más fácil. Se llegó al punto más alto de Ruta Urbina (3604 metros) a finales de 1905. El júbilo por la llegada del ferrocarril estalló en Quito, el 25 de junio de 1908, cuando arribó la locomotora N° 8, conducida por el maquinista Arturo Munizaga. El ferrocarril era una realidad. El arzobispo de Quito, Federico González Suárez, envió un telegrama al presidente Eloy Alfaro reconociendo su esfuerzo y la importancia de su obra. Temporalmente, desaparecieron todo tipo de rivalidades políticas.

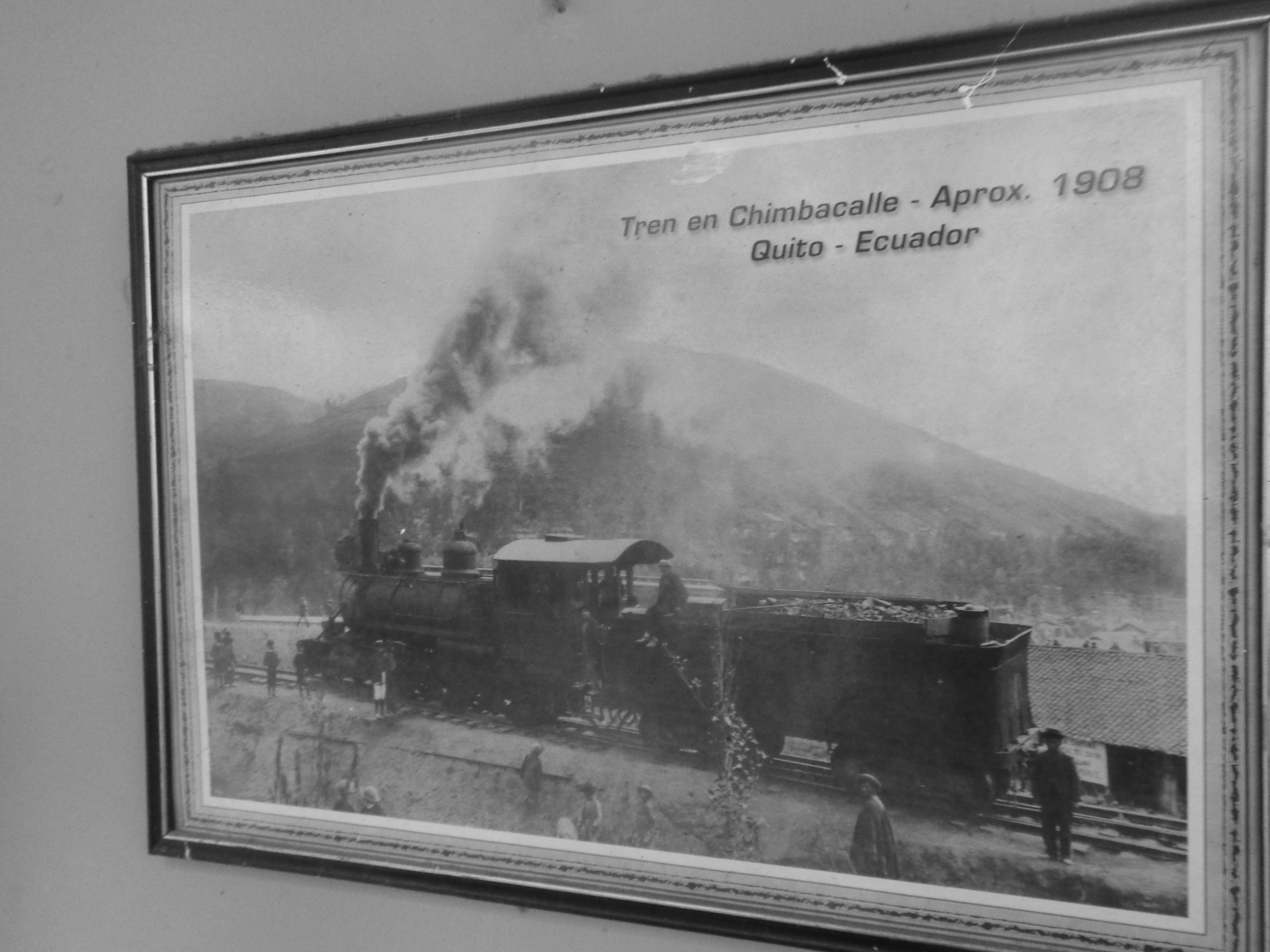
1908.Tren Chimbacalle Quito

### Trazado
En los planes originales, la Línea del Sur, debía haber empezado en el puerto de Guayaquil y mediante un puente tendría que conectarse con DURÁN, en ese entonces parroquia de Guayaquil, cruzando el río Guayas. Pero ese puente nunca se construyó. Por lo tanto, las mercancías eran transferidas por transbordadores a Durán donde eran cargadas en los vagones ferroviarios de mercancías. 
En Durán, pues, comienza la línea ferroviaria hacia Quito, que con una longitud de 447 kilómetros es la línea más importante de Ecuador. Era también llamada Línea del Sur y hoy se la conoce como Ferrocarril Transandino. Desde Durán, donde se construyeron los talleres, el ferrocarril atraviesa por terreno llano y de baja altitud la vía Yaguachi-Milagro hasta Bucay donde se instalaron los talleres principales. Allí comienza el tramo de montaña con una inclinación de hasta 55 por mil, llegando a Huigra, Sibambe, Alausi, Palmira y a Riobamba (2753 metros sobre nivel del mar). En Sibambe se construyó el tramo conocido como Nariz del Diablo, que es una de las obras ingenieriles en ferrocarriles de montaña más bellas y espectaculares del mundo. De allí, la línea alcanza el punto culminante, 3609 metros sobre nivel del mar en su punto más alto, pasando por Ambato, Latacunga y finalmente llegando a Quito (2817 metros sobre nivel del mar).
Un ramal con una longitud de 145 kilómetros y con un ancho de 1067 milímetros va de Sibambe hacia Azogues y a Cuenca. La construcción comenzó en 1915, y la línea se abrió en 1965. Había muchos apartaderos privados que enlazaban con ramales de 600 milímetros y de 1067 milímetros, entre otros, la azucarera Ingeniero San Sarli y a las plantaciones de la Empresa de Carros Urbanos. Y una tercera línea, el Ferrocarril Quito-San Lorenzo, también llamado Línea del Norte, con una longitud de 373 kilómetros y ancho de 1067 milímetros, va de Quito vía Ibarra y Cachavi a San Lorenzo, donde se llega al océano, y fue acabada solamente en 1957.

### Otras secciones del ferrocarril
En 1915, la construcción de un tramo de aproximadamente 145 km desde Sibambe hasta Azogues, terminando en Cuenca, comenzó a conectar también el sur de la región andina para el ferrocarril. La línea se inauguró finalmente en 1965 y se ha utilizado hasta 1990, principalmente para el transporte de mercancías. 
Desde Quito hacia el norte había otra línea, conocida como el Ferrocarril Norte. Fue terminado en 1957 y funcionó desde Quito a Ibarra y desde allí en tren a través de Primer Paso a San Lorenzo en la provincia de Esmeraldas, donde se llegó a la región norte de la costa del Pacífico. 
En la década de 1930 hasta la década de 1950, el tramo entre Guayaquil y Salinas, que no estaba vinculado directamente a la línea Quito-Durán, fue también utilizado principalmente para el transporte de mercancías. Esta línea lideró el transporte de petróleo desde las instalaciones portuarias de La Libertad (principales del país), que perdió en 1950 a favor del transporte por carretera cada vez más importante, y finalmente se cerró y fue desmantelada. 
En 1900 también se inauguró una pequeña sección de ferrocarril aislada del resto de la red, en la provincia de El Oro, concretamente entre Machala y su puerto de Puerto Bolívar, inaugurado por entonces. Este fue siempre el plan original de Eloy Alfaro, como parte de una red compuesta por una línea hacia Machala, conectada con Loja, Cuenca y Durán. Ninguna de estas rutas  se terminó, por lo que nunca se llegó a unir el final de la línea con el resto de la red. Sin embargo, surgió a principios del siglo XX, una red rudimentaria, la de los Ferrocarriles de El Oro Asociación, que conectaba el interior de la provincia con su puerto principal, desde donde se podían enviar las mercancías por mar a Guayaquil. En 1908, una vez que la ruta con destino originalmente a Cuenca y Pasajes fue construida, el ferrocarril a Loja llegó a la estación de Piedras (perteneciente a Piñas). La ruta a Durán fue completada en 1909 solo hasta el pueblo de la Iberia (hoy en día en el cantón de El Guabo), donde las inundaciones del río Jubones impidieron su finalización. El advenimiento del transporte por carretera en estas rutas propició la pérdida de importancia del ferrocarril y su desaparición. En la actualidad, el nombre de la Avenida Ferroviaria en Machala, recuerda esta primera etapa.

### Breve reseña histórica de la operación del ferrocarril
En 1861 la Convención Nacional emite un decreto autorizando al Ejecutivo la construcción de un ferrocarril desde Babahoyo u otro punto de la costa hasta Quito, desde el Pailón hasta Ibarra, desde Naranjal hasta Cuenca y desde Santa Rosa hasta Zaruma. como también la construcción de caminos y carreteras en toda la república. En 1873 gracias a la labor del presidente García Moreno se comenzaron los trabajos del ferrocarril desde Yaguachi hasta Sibambe para empatar con la carretera nacional, el 31 de enero de 1873, el Banco del Ecuador concede el primer préstamo de 80.000 libras esterlinas, al interés del 9% anual, para la construcción del ferrocarril y se envía al ingeniero McClellan a buscar  empresarios en Norteamérica, para finalmente en mayo de 1874 inaugurarse  la férrea entre Yaguachi y Milagro en la provincia del Guayas, en donde circulaban dos locomotoras llamadas Quito y Guayaquil, hasta 1875 se tuvo un avance de 45 kilómetros. En 1880 se completaron 70 kilómetros de la línea férrea hasta el río Chimbo, en la presidencia de José María Plácido y Caamaño se contrató a Jameston Kelly para que construya 82 kilómetros en 4 años a un costo de 2’400.000 pesos, monto que en parte se lo financiaría por dicha empresa privada, el monopolio de la sal.
En 1886 se levantó el puente sobre el río Chimbo y en 1887 se elaboró los estudios y trazados de la vía Kelly de Chimbo a Sibambe. También se inició los estudios para la construcción del Ferrocarril del norte, Bahía Chone.
En 1888 Antonio Flores Jijón, paralizó los trabajos por la situación económica del país. Desde 1892 hasta 1895 gobernó Luis Cordero, quien dio énfasis a la continuación de los trabajos ferroviarios mediante impuestos a la sal, carreteras, tagua y del mismo ferrocarril. No logró terminar por la inestabilidad política del país. 
El ferrocarril estuvo trabajando con beneficios solo unos pocos años. En 1925, la Guayaquil & Quito Railway Company, vendió finalmente su participación mayoritaria en el Ecuador. El mantenimiento de la plataforma era muy caro, sobre todo por la lluvia, los deslizamientos de tierra y  las inundaciones, especialmente en la región andina, interrumpiendo el tráfico con frecuencia. Los daños fueron resueltos a menudo solo de forma provisional y hubo que hacer reformas básicas durante décadas.
Con la nacionalización de la G & Q Railway, el Estado tomó la administración de los ferrocarriles ecuatorianos,cuestión que incidió en la paulatina decadencia que este medio de transporte fue generando a través del tiempo.
Aunque el viaje era arduo y los coches a menudo estaban repletos, el ferrocarril fue muy importante para el transporte de mercancías y mano de obra. Hasta entonces, las mercancías se transportaban principalmente mediante burros, pero también con caballos, mulas y llamas. El ferrocarril se constituyó en el principal medio de transporte de grandes distancias en el país, hasta que el parque automotor creció con la construcción de carreteras y los recursos provenientes de los auges bananero y petrolero de los años 50 y 70 del siglo XX.

### Decadencia
La construcción de importantes redes de carreteras que se efectuaron entre los años 1950 a 1980, el incremento del parque automotor y la operación de rutas aéreas entre las principales ciudades del país, fueron relegando la importancia del ferrocarril como medio de transporte nacional. Durante la presidencia de Rodrigo Borja Cevallos se adquirieron locomotoras electrodiesel, acción que constituyó el último impulso para los ferrocarriles ecuatorianos. A partir de ese momento, la Empresa Nacional de Ferrocarriles Ecuatorianos fue abandonada a su suerte, cuestión que se tradujo en el rápido deterioro de las vías férreas, el abandono de las instalaciones ferroviarias y destrucción del material rodante.
A finales del siglo XX, gran parte de la línea estaba en mal estado o inutilizable; solamente los tramos Quito-Latacunga (que recorre el parque nacional Cotopaxi, ubicado a las faldas del volcán del mismo nombre, el Cotopaxi, con 5.897 m de altura) y Riobamba-Alausí-Sibambe continuaban operando con fines turísticos. El trayecto Ibarra - San Lorenzo continuó funcionando hasta fines de la década de 1990, época en la que se culminó la carretera principal.
La línea de ferrocarril quedó severamente dañada en 1998 por las intensas precipitaciones provocadas por la corriente de El Niño, por lo que ya no se puede recorrer por completo. A diferencia de otros países, el ferrocarril no fue abandonado o desmontado por completo, consevándose en operación pequeñas secciones que han quedado en las rutas turísticas.

### Rehabilitación

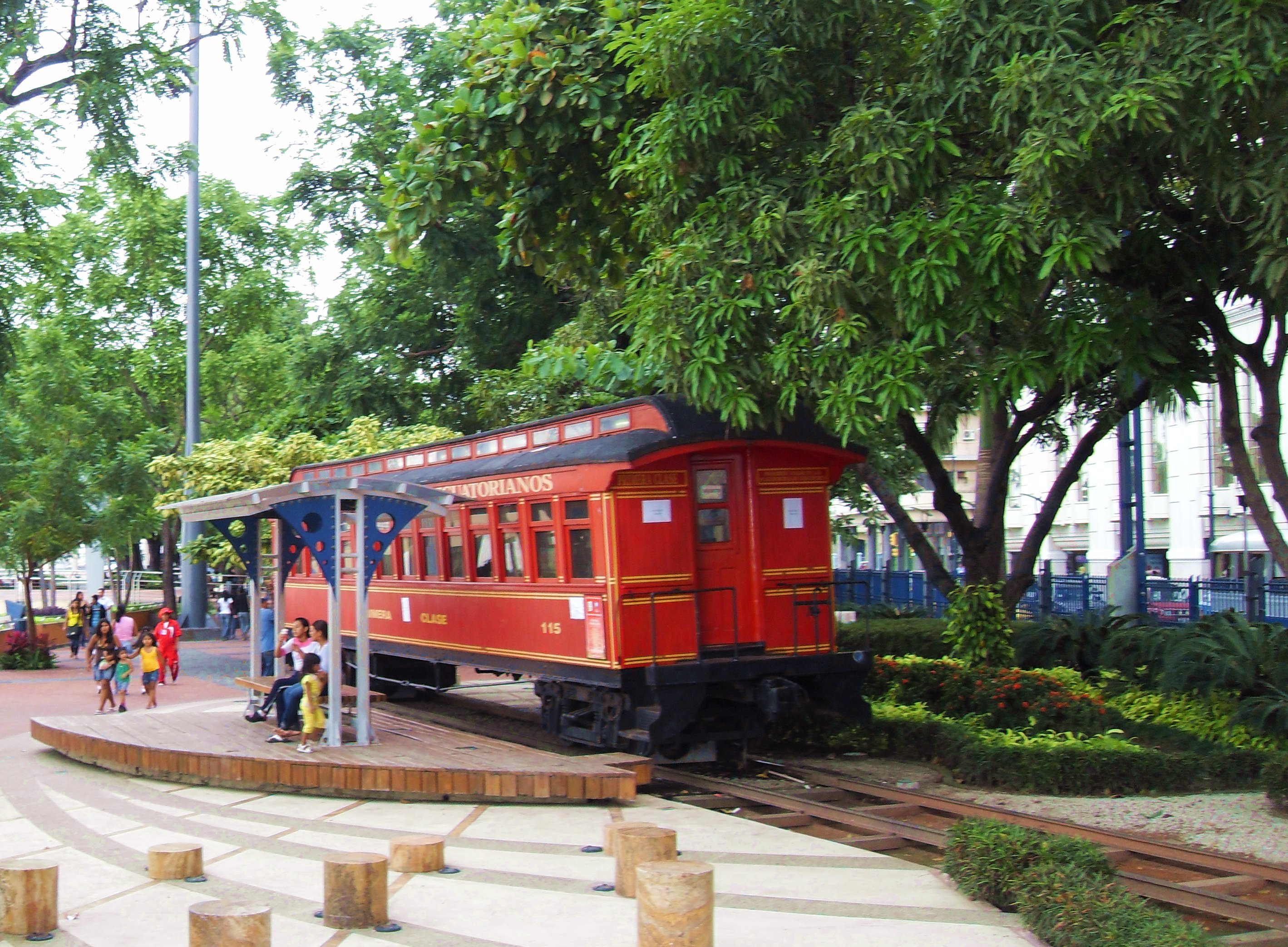
Automotor ferroviario en Guayaquil.

En el año 2007, el presidente Rafael Correa Delgado, tomó como decisión estratégica la rehabilitación del ferrocarril ecuatoriano, con el objetivo de recuperar el patrimonio cultural e histórico del país, y con la estrategia de orientar los servicios ferroviarios hacia el turismo, como parte del cambio de la matriz productiva del país.

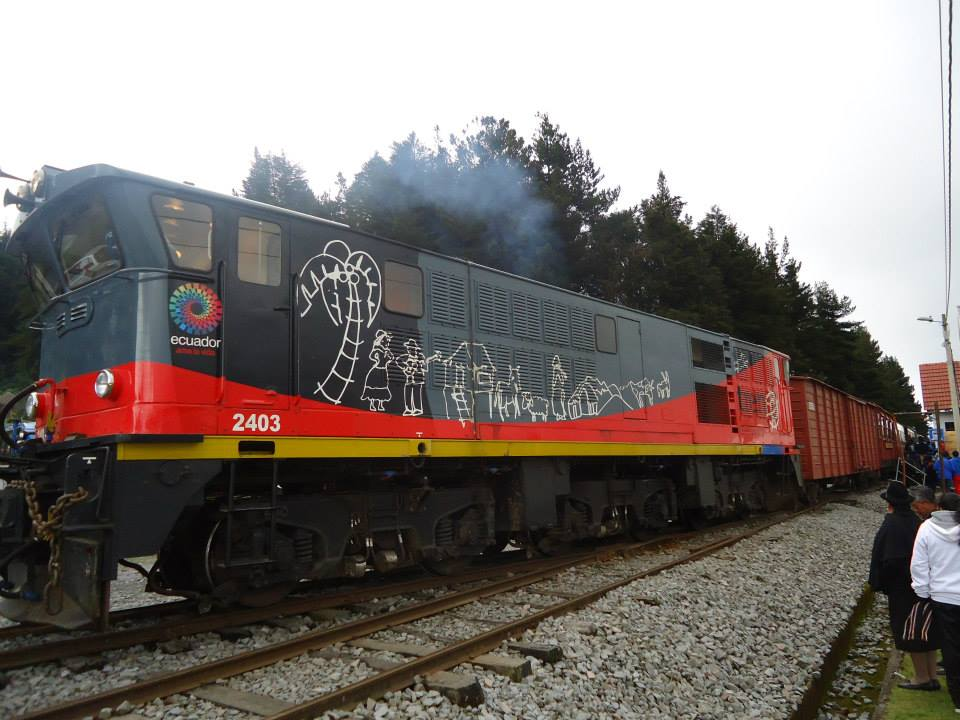
Moderna locomotora del renovado Tren Ecuador

La recuperación del ferrocarril ecuatoriano se enmarcó en la restauración de todas sus antiguas Estaciones y reorientar la modalidad de transporte de masa a atracción turística, con el fin de evidenciar los pisos climáticos, la flora y fauna de las regiones del Ecuador, los viejos y auténticos pueblos que van de la Costa al Páramo. 

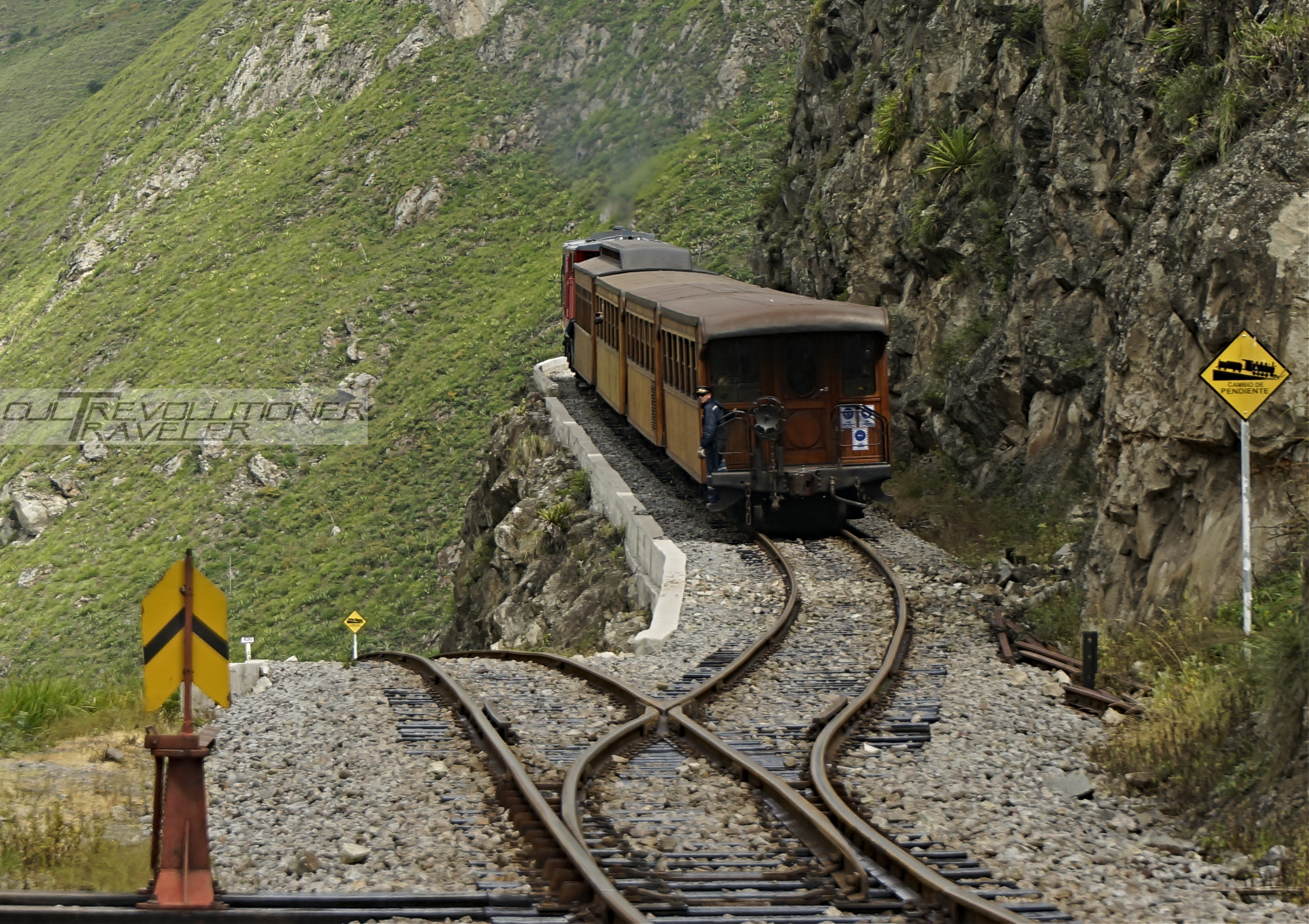
Tren turístico en el zig-zag más alto de la Nariz del Diablo

Es por este motivo que se ejecutaron trabajos desde la estación Sibambe hasta Bucay (un nuevo túnel de 846 metros de longitud) a un costo de $ 4’967.836 desde abril del 2010. A la par, se ejecutaron trabajos sobre el trazado antiguo del tren para volver a conectar las ciudades de Ambato, en Tungurahua, y Riobamba, en Chimborazo, a lo largo de 74 km. El consorcio Comsa-Ripconciv fue contratado por Ferrocarriles del Ecuador Empresa Pública (FEEP) para que rehabilite este trayecto a un costo de $ 24’022.389. La obra empezó en enero de 2011. En otro contrato se licitó la rehabilitación del tramo entre Riobamba y Palmira, en Chimborazo (67 km), labores que fueron adjudicadas a la Asociación Edeconsa-Ingeral a un costo de $ 18’215.927. También la se ejecutaron trabajos sobre el trayecto desde Yaguachi hasta Bucay (70 km), obra que se inició en febrero de 2011 y que costó $ 18’295.298S. La ruta Ambato-Latacunga (44 km) se adjudicó al Consorcio Bucay a un valor de $ 11’160.856, tareas que también comenzaron en febrero de 2011. Los trabajos de rehabilitación concluyeron a fines del año 2012. El Presidente Rafael Correa reinauguró la obra en enero de 2013.
Por otra parte, el ferrocarril del Norte también fue objeto de rehabilitación en el tramo comprendido entre Ibarra y Salinas, mismo que funciona bajo el nombre de "Tren de la Libertad". Está previsto que a finales de 2014 se rehabilite el tramo comprendido entre Otavalo e Ibarra, trayecto con especial potencial para el turismo por la importancia de las localidades que atraviesa.
FEEP adquirió en el 2010 durmientes a la empresa  Ramar Trade Company que al poco tiempo quedaron en mal estado. dicha empresa al poco tiempo se declaró en quiebra. 
En mayo de 2020 el presidente del Ecuador, Lenín Moreno, decide cerrar varias empresas públicas, entre ellas Ferrocarriles del Ecuador, debido a una crisis financiera. Se esperaba para el 2020 el  interés de algún inversionista para reactivar el tren, ya anteriormente a esta fecha  la empresa Peru Rail había mostrado su interés . 
Material Rodante:
Locomotoras: 
Alsthom Serie 2400 (9), 
Euskotren Serie 2000 (3), fabricadas por   Ingeteam y  CFD Bagnères (actualmente pertenece a CAF).
Locomotoras a vapor N°53 y N°15.
Autoferros: 9.
Cinco coches reformados por la empresa española Cintratec (ex unidades 3500 de Euskotren), más tres unidades UT3500 Euskotren donadas por esta empresa (de un total de 45 coches retirados).

## Rutas operativas

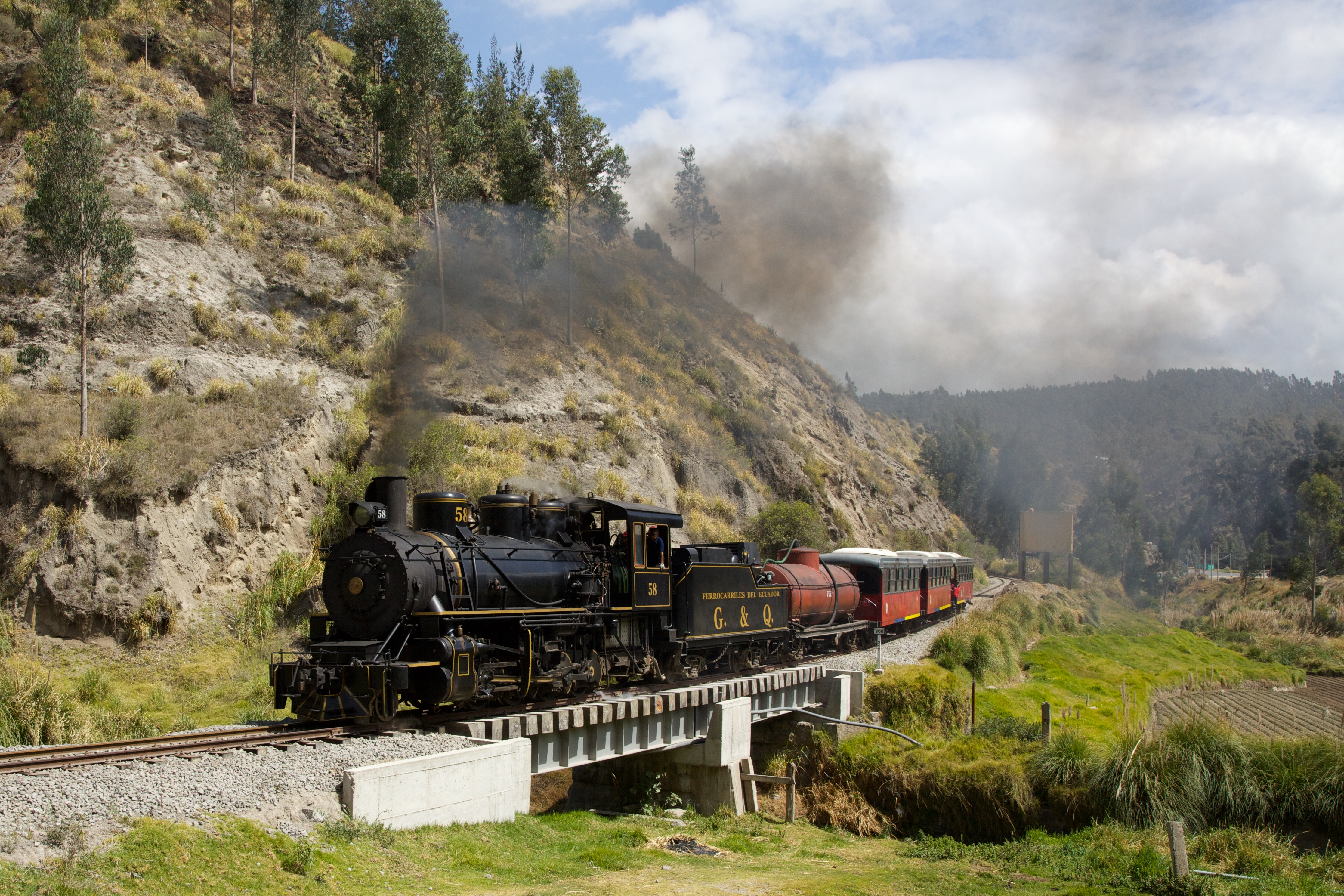
En el sur de Riobamba

Con la terminación de los trabajos de rehabilitación en la vía entre Quito y Durán, la Empresa Pública de Ferrocarriles del Ecuador puso en disposición de los turistas nacionales y extranjeros el denominado "Tren Crucero", que comprende un paquete turístico que incluye el recorrido de toda la ruta entre esas dos ciudades y la realización de una serie de actividades orientadas hacia conocer las distintas localidades y paisajes que se ubican a lo largo de la ruta.
A más de ello, la Empresa Pública de Ferrocarriles del Ecuador incorporó una serie de productos turísticos que comprenden a diferentes tramos de la ruta entre Quito y Durán, y que comprenden productos turísticos de excursiones de un solo día. Los trenes turísticos ecuatorianos recorren las rutas siguientes: 
- Tren de la Dulzura, con el recorrido Durán - Bucay - Durán
- Tren del Cacao Duran - San Antonio - Durán
- Tren Costa Sierra: Durán - Alausi / Alausí - Durán
- Nariz del Diablo con el trayecto Alausí - Sibambe - Alausí
- Tren del Hielo con los trayectos Ambato - Urbina - Ambato y, Riobamba - Urbina - Riobamba
- Avenida de los Volcanes, con el trayecto Quito - Boliche - Quito
- Tren de la Libertad, que hace el trayecto Ibarra - Salinas - Ibarra
- Tren de la Libertad II: Otavalo - Ibarra - Salinas - Otavalo.

Tras la pandemia de la covid en 2020, los trenes turísticos dejaron de funcionar y en la presidencia de Lasso se abandonaron por completo. A fecha de 2023, los trenes siguen sin funcionar y siendo la vía férrea se ha visto afectada por las lluvias, la maleza y el vandalismo.

## En la ficción
- El escritor ecuatoriano Enrique Gil Gilbert recrea la construcción de las vías del ferrocarril en su cuento El negro Santander, publicado en 1933 como parte de su libro de relatos Yunga. En el cuento se relatan los abusos y la discriminación que sufrieron los peones por parte de los patrones durante el trabajo, muchos de ellos muriendo producto de los riesgos que conllevó la construcción.[3]